# 한상원
한상원(1960년 11월 14일 ~ )은 대한민국의 기타리스트, 작곡가, 음악 프로듀서이다.

## 학력
- 버클리 음악대학 Professional Music 학사
- 뉴잉글랜드 음악원 대학원 재학

## 방송
- 2011년: 탑밴드 시즌 1 (KBS 2TV, 심사위원으로 출연)

## 디스코그래피
개인 음반
- 1993년 1집 《Seoul, Soul, Soul of sang》
- 1998년 2집 《Funky Station》

한상원, 전인권
- 1998년 1집 《전인권 한상원 #01》

한상원, 이현도
- 1998년 《D.O FUNK》

한상원, 크러쉬
- 2016년 〈SKIP〉

긱스
- 1999년 1집 《GIGS 01》
- 2000년 2집 《GIGS 02》